# Marcelino Bilbao Bilbao
Pour les articles homonymes, voir Bilbao (homonymie).
Marcelino Bilbao Bilbao, né le 16 janvier 1920 à Bilbao en Espagne, et mort le 25 janvier 2014 à Châtellerault, en France, est un lieutenant du Bataillon « Isaac Puente » au sein de la Confédération nationale du travail du Pays basque (CNT, syndicat anarchiste). Il était l'un des derniers survivants parmi les rescapés des camps de concentration de Mauthausen et d'Ebensee (Autriche).

## Biographie

### La Guerre civile espagnole
Orphelin de naissance, il abandonne l'école à l'âge de 12 ans. Il commence à travailler dans une mine à Castrejana, puis dans une usine de filature de jute. Bien que membre des Jeunesses socialistes unifiées durant la Seconde République espagnole, il rejoint l'Armée basque au sein du bataillon anarchiste Isaac Puente lorsqu'éclate la guerre civile espagnole.
En novembre 1936, il participe à l'Offensive de Villareal. En février et mars 1937, son bataillon, intégré au sein de la 1re Brigade expéditionnaire basque, est engagé dans la conquête d'Oviedo. Devant l'offensive du général Mola, il bat en retraite sur les fronts de Guipuzcoa. Marcelino est alors le témoin direct du bombardement de Guernica, avant d'être engagé dans la bataille de Sollube. Après la chute de la Ceinture de fer de Bilbao, il se rend à Santander, puis dans les Asturies où il participe à la bataille du Mazuco, pour laquelle son bataillon, par l'intermédiaire de son commandant Antonio Teresa de Miguel, est décoré de la Médaille de la Liberté (plus haute distinction de la Seconde république espagnole par le président du Conseil souverain des Asturies et Léon, Belarmino Tomás.
Après la chute du front nord, il réussit à embarquer à Avilés sur un bateau à destination de Bordeaux d'où il est transféré en train vers la Catalogne. En décembre 1937, il rejoint la défense anti-aérienne de l'Armée populaire de la république dont il commande la « 63e compagnie de mitrailleuses Maxim ». En février 1938, son unité est engagée dans la bataille de Teruel, où Marcelino rencontre Valentín González dit « El Campesino ». Après la désastreuse offensive sur Teruel, son unité bat en retraite jusqu'à Lérida, où il retrouve Valentin Gonzalez et Enrique Líster. À l’été 1938, son unité participe à la bataille de l'Èbre et elle est décorée de la médaille de la Valeur. Fin 1938, Marcelino est transféré à la batterie Oerlikon no 528 de la défense anti-aérienne.
Le 9 février 1939, il passe la frontière au Perthus. En France, il est prisonnier dans les camps de concentration de Saint-Cyprien, Argelès-sur-Mer et Gurs. C'est là qu'il fait la connaissance de José Maria Aguirré Salaberria, qui sera son compagnon de captivité à Mauthausen et son futur beau-frère.
À Gurs, Marcelino est affecté à la 26e compagnie de travail. Après un court passage au camp de concentration de Septfonds, il est transféré sur la ligne Maginot. Fait prisonnier par les nazis en juin 1940, il est interné au Stalag VD de Strasbourg (numéro d'identification 3293).

### La déportation
Le 13 décembre 1940, il est déporté au camp de concentration de Mauthausen, en Autriche, avec le numéro matricule 4628. Là, il travaille durant deux ans dans la célèbre carrière où il survit grâce à sa débrouillardise et à sa jeunesse. Il y est également l'un des cobayes du Docteur nazi Aribert Heim durant ses expérimentations. Des trente prisonniers qui se verront injecter des éléments toxiques, seuls sept survivront.
Le 10 avril 1943, il quitte le camp de Mauthausen pour le camp de concentration d’Ebensee. Là, fort de l'expérience acquise et de la solidarité au sein du groupe des républicains espagnols, il réussit à se faire une place à la cuisine du camp.
Face au retrait des troupes nazies sur tous les fronts, il participe au mouvement de résistance créé pour éviter le massacre des prisonniers. Le 5 mai 1945, le camp de concentration d'Ebensee est libéré.
Après une dernière odyssée à travers l'Autriche, il réussit, avec quelques compagnons, à rejoindre Paris à pieds, grâce au réseau d'infiltration d'agents communistes par la CGT, où ils sont pris en charge par le Gouvernement français.
Le 18 juin 2006, il reçoit à Bilbao (Espagne), aux côtés d'autres compagnons des milices confédérales basques, un vibrant hommage de la Confédération nationale du travail (CNT) espagnole. Il s'est installé en France, où il meurt à Poitiers le 25 janvier 2014.

## Production littéraire
En 1969, il écrit son histoire à travers le génocide de Mauthausen dans le livre « Triangle Bleu : Les Républicains espagnols à Mauthausen » de Manuel Razola et Mariano Constante. En 2002, il livre son témoignage dans le documentaire « Esclaves basques du 3e Reich » de la Télévision basque « Euskal Telebista ». En 2004, il participe au reportage « Au-delà des barbelés : la mémoire de l’horreur » de Pau Vergara. Le 30 octobre 2005, il raconte au journal « El mundo » son vécu avec le docteur Aribert Heim. En 2020, ses mémoires ont été publiés sous le titre «Bilbao en Mauthausen: memorias de un deportado vasco».